# Terminalia samoensis
Terminalia samoensis är en tvåhjärtbladig växtart som beskrevs av Rechinger. Terminalia samoensis ingår i släktet Terminalia och familjen Combretaceae. Inga underarter finns listade i Catalogue of Life.